# NGC 716
NGC 716 é uma galáxia espiral barrada (SBa) localizada na direcção da constelação de Aries. Possui uma declinação de +12° 42' 30" e uma ascensão recta de 1 horas, 52 minutos e 59,5 segundos.
A galáxia NGC 716 foi descoberta em 1 de Setembro de 1886 por Lewis A. Swift.